# Campionato panamericano a squadre di scacchi
Il campionato panamericano a squadre di scacchi è un torneo scacchistico per squadre nazionali al quale possono partecipare tutte le squadre comprese nelle zone americane della FIDE, valevole come qualificazione al campionato del mondo a squadre. Il numero di squadre del torneo non è mai stato superiore ad otto, e tutte le squadre partecipanti sono state dell'America del Sud (ad eccezione di Cuba).
Il primo torneo fu organizzato nel 1971, mentre il secondo nel 1985; da allora il torneo si è svolto ad intervalli irregolari e, dato anche il basso numero di partecipanti, sempre con il sistema del girone all'italiana e sempre su quattro scacchiere.

## Risultati
| Data                         | Sede           | Vincitore   | Secondo posto | Terzo posto |
| ---------------------------- | -------------- | ----------- | ------------- | ----------- |
| 30 ottobre - 9 novembre 1971 | Tucuman        | Argentina   | Cuba          | Brasile     |
| 18-27 maggio 1985            | Villa Gesell   | Argentina   | Brasile       | Cile        |
| 15-24 ottobre 1987           | Junín          | Cuba        | Cile          | Argentina   |
| 21-30 ottobre 1991           | Guarapuava     | Cuba        | Brasile       | Colombia    |
| 14-21 dicembre 1995          | Cascavel       | Cuba        | Argentina     | Brasile     |
| 15-22 luglio 2000            | Mérida         | Cuba        | Brasile       | Uruguay     |
| 13-18 dicembre 2003          | Rio de Janeiro | Cuba        | Brasile       | Ecuador     |
| 8-13 agosto 2009             | Mendes         | Brasile     | Cuba          | Venezuela   |
| 24-30 gennaio 2013           | Campinas       | Stati Uniti | Cuba          | Brasile     |